# Toufic Farroukh
Toufic Farroukh, arabisch توفيق فرّوخ, DMG Taufīq Farrūḫ, (* 1958 in Beirut) ist ein libanesischer Musiker (Saxophon, Bouzouki, Perkussion) und Komponist im Bereich von Fusion und Ethno-Jazz.

## Leben und Wirken
Farroukh hatte zunächst Unterricht bei seinem Bruder, einem Saxophonisten. In Beirut arbeitete er mit Ziad Rahbani und Joseph Sakr, u. a. als Schauspieler in dem Theaterstück Binisba Lebookra Shoo (deutsch: was wird morgen sein) und in zwei Stücken Ziad Rahbanis mit, Film Ameriki Tawil und Shi Fashel. Zum Studium zog er nach Paris, wo er Musik am Konservatorium studierte; 1994 legte er sein Debütalbum Ali on Broadway vor. Bei seinen weiteren Produktionen arbeitete er u. a. mit der Sängerin Rima Khcheich. In den folgenden Jahren komponierte er auch eine Reihe von Film-Soundtracks. In seiner Musik mischt er arabische Musik mit Jazz, Pop und aktueller Tanzmusik, bei der er Strömungen wie Drum and Bass, Electro und Rap einbezieht. 2011 trat er mit seinem Absolut Orchestra auf dem Dubai International Jazz Festival auf.

## Diskografische Hinweise
- Ali on Broadway (1994)
- Little Secrets (Silex 1998)
- Drab Zeen (Le Chant du Monde, 2002)
- Ali on Broadway / The Other Mix (2004)
- Tootya (Harmonia Mundi, 2007)
- Cinema Beirut (2011)

## Filmografie
- 1994: Ana El Awan (Regie: Jean-Claude Codsi)
- 1998: Phantom Beirut (Regie: Ghassan Salhab)
- 2002: Tabaki (Regie: Bahman Kiarostami)
- 2002: Terra incognita (Regie: Ghassan Salhab)
- 2004: Women Beyond Borders (Regie: Jean Khalil Chamoun)
- 2006: Falafel (Regie: Michel Kammoun)
- 2011: A Man of Honor (Regie: Jean-Claude Codsi)
- 2011: Laïcité, Inch'Allah! (Regie: Nadia El Fani)